# Dolichopentas
Dolichopentas là một chi thực vật có hoa trong họ Thiến thảo (Rubiaceae).

## Loài
Chi Dolichopentas gồm các loài: